# Wiktor Cymerys-Kwiatkowski

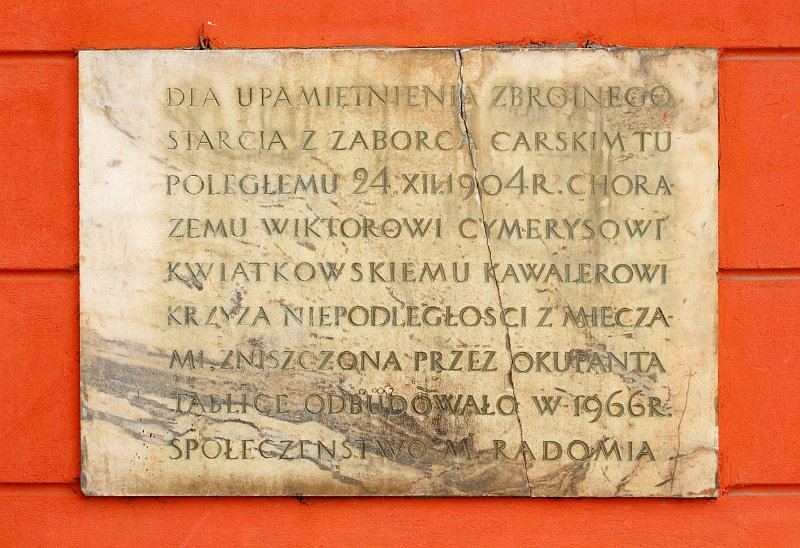
Tablica poświęcona Cymerys-Kwiatkowskiemu, przy ulicy Stefana Żeromskiego 38 w Radomiu

Wiktor Cymerys-Kwiatkowski (ur. ok. 1886, zm. 24 grudnia 1904 w Radomiu) – działacz niepodległościowy i socjalistyczny. Członek Kół Bojowych Samoobrony Robotniczej, późniejszej Organizacji Bojowej PPS.

## Życiorys
Robotnik z fabryki mebli giętych w Radomiu. Od 1901 członek Polskiej Partii Socjalistycznej.
Jako osiemnastolatek, był chorążym demonstracji PPS ogłoszonej przeciw mobilizacji w związku z wojną rosyjsko-japońską w nocy 25 grudnia 1904. Dzień wcześniej PPS uszkodził linię kolejową Radom–Dęblin, uniemożliwiając wyjazd rekrutów.
Po pasterce w kościele Bernardynów tłum ruszył ulicą Lubelską w stronę siedziby gubernatora. Tuż za Placem Soborowym drogę manifestantom zastąpiło wojsko. Przybył również płk Bułatow, dowódca 26 Mohylowskiego Pułku Piechoty. Bułatow usiłował odebrać Cymerysowi sztandar, w tym czasie jeden z oficerów dał sygnał do otwarcia ognia. Według innej wersji, ogień otwarto po wybuchu, który zniszczył cześć parkanu prawosławnego soboru i ranił dwóch carskich żandarmów. W trakcie strzelaniny Cymerys-Kwiatkowski dwoma strzałami zabił płk. Bułatowa, sam jednak został śmiertelnie ranny od salwy. Po długotrwałej strzelaninie tłum rozpierzchł się. 
29 grudnia 1904 odbył się pogrzeb Cymerysa-Kwiatkowskiego z udziałem ponad 300 osób. Policja nie interweniowała, zaś zebrani po odśpiewaniu "Czerwonego sztandaru" rozeszli się. 
W 1937 władze Radomia, przyznały matce Cymerysa-Kwiatkowskiego zapomogę w wysokości 100 zł. miesięcznie. W 1938 Cymerys został pośmiertnie odznaczony Krzyżem Niepodległości z Mieczami. Jego imieniem nazwano ulicę w Radomiu. Przed wojną w miejscu śmierci ufundowano tablice pamiątkową, która została zniszczona przez Niemców w czasie okupacji. Odnowiono ją w 1966. Grób Kwiatkowskiego znajduje się na cmentarzu przy ul. Limanowskiego